# Sint-Franciscuskapel (Ohé en Laak)
De Sint-Franciscuskapel is een kapel in Ohé en Laak in de Nederlandse gemeente Maasgouw. De kapel staat op de hoek van de Contelmostraat met de Prior Gielenstraat in het zuidoosten van het dorp.
De kapel is gewijd aan de heilige Franciscus van Assisi.

## Bouwwerk
De bakstenen kapel is een niskapel gebouwd op een rechthoekig plattegrond en wordt gedekt door een zadeldak met oranje pannen. In de frontgevel bevindt zich de rondboogvormige nis. De nis wordt afgesloten met een glazen deurtje. In de nis staat een beeld je van de heilige Franciscus die de heilige toont in monnikspij en met op zijn linkerarm een opengeslagen boek.